# Alise Willoughby
Alise Rose Willoughby (nacida Alise Rose Post, St. Cloud, 17 de enero de 1991) es una deportista estadounidense que compite en ciclismo en la modalidad de BMX. Está casada con el ciclista Sam Willoughby.
Participó en tres Juegos Olímpicos de Verano, entre los años 2012 y 2020, obteniendo una medalla de plata en Río de Janeiro 2016, en la carrera femenina.
Ganó neuve medallas en el Campeonato Mundial de Ciclismo BMX entre los años 2010 y 2024.

## Palmarés internacional
| Juegos Olímpicos   | Juegos Olímpicos             | Juegos Olímpicos  | Juegos Olímpicos |
| Año                | Lugar                        | Medalla           | Competición      |
| ------------------ | ---------------------------- | ----------------- | ---------------- |
| 2016               | Río de Janeiro (Brasil)      | Medalla de plata  | Carrera          |
| Campeonato Mundial |                              |                   |                  |
| Año                | Lugar                        | Medalla           | Competición      |
| 2010               | Pietermaritzburg (Sudáfrica) | Medalla de bronce | Carrera          |
| 2013               | Auckland (Nueva Zelanda)     | Medalla de plata  | Contrarreloj     |
| 2014               | Róterdam (Países Bajos)      | Medalla de plata  | Carrera          |
| 2015               | Zolder (Bélgica)             | Medalla de plata  | Contrarreloj     |
| 2016               | Medellín (Colombia)          | Medalla de bronce | Carrera          |
| 2017               | Rock Hill (Estados Unidos)   | Medalla de oro    | Carrera          |
| 2019               | Heusden-Zolder (Bélgica)     | Medalla de oro    | Carrera          |
| 2023               | Glasgow (Reino Unido)        | Medalla de bronce | Carrera          |
| 2024               | Rock Hill (Estados Unidos)   | Medalla de oro    | Carrera          |